# Хильперик I
Хильперик I (около 537 — 27 сентября 584) — король франков в 561—584 годах из династии Меровингов.

## Биография

### Королевство Хильперика I
Хильперик I был сыном короля Хлотаря I и Арнегунды. После похорон отца он поспешил в Брейн (полторы мили от Суассона по дороге к Реймсу) и заставил стражу королевского поместья выдать себе ключи от сокровищницы. Овладев богатством, он подкупил начальников дружин и воинов. Те принесли ему клятву верности и признали королём. Во главе войска он отправился в Париж и захватил его, не встретив сопротивления. Остальные три брата Хариберт I, Гунтрамн и Сигиберт I объединились и с превосходящими силами двинулись на Париж. Хильперик не решился выступить против них и согласился на полюбовный раздел королевства по жребию. Хильперику досталось Королевство Суассонское, которое франки впоследствии называли Нейстрия.

### Конфликт Хильперика I с Сигибертом I
Воспользовавшись тем, что его брат Сигиберт I воевал с аварами, Хильперик нарушил клятву, напал на Реймс и овладел им, как и несколькими другими городами. Однако, Сигиберт, одержав победу в походе за Рейном, вернулся и овладел Суассоном и, найдя там Теодеберта, сына короля Хильперика, взял его в плен. Потом, выступив против Хильперика, он дал ему сражение, обратил его в бегство и подчинил себе подвластные ему города. Теодеберт же оставался пленником целый год в Понтионе. Затем Сигиберт, будучи милосердным, возвратил его отцу живым и здравым, одарив при том подарками; но Теодеберт дал клятву никогда ничего не предпринимать против него (впрочем, неоднократно нарушенную впоследствии). После чего оба брата помирились, и Хильперик даже присоединился к Сигиберту в походе того против народов саксонской федерации.

### Хильперик сближается с Фредегондой
Хильперик не выносил власти духовенства. Женат Хильперик был на Аудовере. На службе у последней находилась некая Фредегонда. Хильперик, полюбив Фредегонду, женился на ней, а бывшую жену отправил в монастырь. От своей доверчивой госпожи Фредегонда избавилась остроумным и коварным способом: когда Хильперик находился в отсутствии, Аудовера родила ему дочь, и Фредегонда посоветовала королеве самой окрестить ребёнка, не затрудняя себя поисками крестной матери. Вернувшийся Хильперик воспользовался законным предлогом, чтобы разорвать брак: ведь Аудовера стала ему кумой и теперь не имела права оставаться его супругой. Было же тогда у Хильперика от его первой жены Аудоверы три сына: Теодоберт, Меровей и Хлодвиг.

### Хильперик женится на Галесвинте и затем убивает её
Затем, по примеру своего брата Сигиберта, женившегося на вестготской принцессе Брунгильде, Хильперик попросил руку старшей дочери короля вестготов Атанагильда — Галесвинты. Однако, Атанагильд, наслышанный о распутном характере этого франкского короля, не торопился отдавать свою дочь за него. Переговоры затянулись и продолжались до 567 года, когда умер старший брат Хильперика Хариберт I. Парижское королевство было поделено между оставшимися тремя братьями. Хильперик получил Лимож, Каор, Дакс, Бордо, Бигорр, Беарн и несколько областей в Верхних Пиренеях. Таким образом, король Нейстрии, не имевший ни одного города южнее Луары, стал ближайшим соседом короля вестготов, что ускорило брак между ним и дочерью Атанагильда. Пообещав Галесвинте в качестве свадебного подарка города Лимож, Каор, Бордо, Беарн и Бигорр и, обещая удалить от себя Фредегонду, Хильперик женился на ней (март 567? года). Однако быстро охладел к ней и приказал тайно её убить. Галесвинта была задушена во сне, а Хильперик вновь вернул себе Фредегонду (ок. 568 года).

### Начало «войн Фредегонды и Брунгильды»
С этого времени началась серия продолжавшихся полвека династических войн, получивших название «войн Фредегонды и Брунгильды». Возмущённая королева Австразии Брунгильда решила отомстить за сестру, и король Сигиберт I, на которого она имела огромное влияние, двинул войска на брата-клятвопреступника. Но нормы кровной мести были уже смягчены обычным правом. При посредничестве третьего брата, короля Гунтрамна, было созвано общенародное судебное собрание (569 год), которое постановило, что в качестве пени за убийство виновный в нём Хильперик должен передать королеве Брунгильде, как сестре Галесвинты, пять городов в Аквитании: Бордо, Лимож, Каор, Беарн и Бигорр.
Мир был восстановлен, но оказался недолгим, потому что вероломный Хильперик не собирался соблюдать его условия. Он решил вознаградить себя за территориальные потери, отобрав силой у Сигиберта другие южные города — Тур и Пуатье. Войны между братьями возобновились, и разгневанный Сигиберт счёл, что он должен покончить с преступным братом и присоединить к своим владениям его земли. На стороне короля Австразии было военное преимущество: надежда на богатую добычу привлекла на его сторону ополчения многие языческие германские народы из-за Рейна. Северная Галлия вновь испытала опустошительное нашествие тех племён, которых романизирующиеся западные франки уже воспринимали как варваров. В борьбе с австразийцами пал старший сын Хильперика Теодоберт. Охваченный страхом Хильперик заперся в Турне и был осаждён там войсками Сигиберта, который уже провозгласил себя королём Нейстрии.

### Убийство Сигиберта I
В Турне, осаждённом австразийскими войсками, Фредегонда родила сына. Новорождённый был окрещён епископом Турне, причём, вопреки франкским обычаям, получил чуждое германскому языку имя Самсон, которое его родители, бедствуя, избрали в предзнаменование своего освобождения. Считая положение своё почти безнадёжным, король ждал развязки с каким-то бесстрастием; но королева, не столь слабая духом, подговорила двух людей убить Сигиберта. Те, под видом перебежчиков, добрались до Витри и убили Сигиберта, сами пав от рук его стражников (575 год). Потерявшее вождя войско быстро распалось, и Хильперик легко вернул себе утерянные владения. Занял он и Париж, где захватив Брунгильду, отправил её в изгнание в город Руан, а её сокровища, которые она привезла в Париж, он отнял. Дочерей Сигиберта он приказал держать в городе Мо.

### Меровей женится на Брунгильде
В 576 году Хильперик послал своего сына Меровея с войском против Пуатье, но тот, оставив без внимания приказ отца, прибыл в дни Святой Пасхи (то есть 5 апреля) в Тур. Его войско сильно опустошило эту область. Сам же он, делая вид, что хочет поехать к своей матери Аудовере, отправился в Руан, где встретился с королевой Брунгильдой и женился на ней, что противоречило каноническим законам церкви, так как он женился на жене своего дяди. Такой поворот дел сильно рассердил Хильперика, и он лично выехал, чтобы встретиться с сыном. После продолжительных переговоров Хильперик сделал вид, что уступил просьбам сына, хотя и остался при своём мнении.
Между тем, какие-то люди из Шампани напали на Суассон и изгнали из него королеву Фредегонду и Хлодвига, сына Хильперика. Хильперик и Меровей выступили на Суассон. Вперёд Хильперик послал послов с призывами к мирным переговорам. Но переговоры сорвались, и произошло сражение. Хотя Хильперик и победил, и вступил в Суассон, но он начал подозревать, что это сражение произошло по вине Меровея, из-за его связи с Брунгильдой. Меровей был обезоружен и отдан под стражу.

### Действия против Тура
После чего Хильперик послал одного из своих приближенных Рокколена с людьми из города Ле-Ман в Тур с требованием выдать ему Гунтрамна Бозона, которого он обвинял в смерти своего сына Теодоберта. Гунтрамн Бозон укрылся в базилике Святого Мартина, и Рокколен требовал от жителей выгнать его оттуда, в случае неповиновения грозя предать огню город и все его окрестности. Жители Тура во главе со своим епископом Григорием Турским отвечали, что то, чего он требует, никогда не делалось с давних времён и никоим образом нельзя допустить поругания святой базилики, пользующейся статусом неприкосновенности. Так ничего и не добившись от жителей, Рокколен заболел желтухой, уехал в Пуатье и там умер.
Тогда Хильперик отправил против Тура своего сына Хлодвига. Последний захватил Турскую и Анжерскую области до самого Сента. Полководец бургундского короля Гунтрамна Муммол дошёл до Лиможа и сразился с Дезидерием, герцогом короля Хильперика. Муммол потерял 5 тысяч воинов, Дезидерий же — 24 тысячи и сам едва спасся. Муммол вернулся обратно в Бургундию через Овернь и частично опустошил эту провинцию.

### Убийство Меровея
По приказу Хильперика Меровей был лишён прав наследства; его постригли в монахи и отправили в монастырь Анинсола (впоследствии Сен-Кале) в Ле-Мане, но тот по пути был освобождён людьми Гунтрамна Бозона, и они укрылись в Туре, в базилике Святого Мартина (577 год). Хильперик послал в Тур войско, требуя выдать ему Меровея. Вся область была опустошена, разграблена и предана огню. Епископ Руана Претекстат, который обручил Меровея с Брунгильдой, был схвачен по приказу Хильперика, обвинён в нарушении канонических законов и подстрекательстве народа с помощью денег, полученных от Брунгильды, к неповиновению королю. Претекстат был предан церковному суду и, несмотря на заступничество многих епископов, в том числе и Григория Турского, под давлением короля был признан виновным. Претекстата лишили епископской должности и посадили в темницу, а когда он попытался ночью оттуда бежать, его очень сильно избили и сослали на остров, расположенный в море, близ города Кутанса (вероятно, остров Джерси).
Меровей бежал в Австразию к Брунгильде. Австразийская знать, правившая от имени малолетнего короля Хильдеберта II, видимо, не желая усиления власти Брунгильды в случае её прочного союза с Меровеем, отказала ему в убежище. Меровей скрылся в Реймсе, не показываясь открыто австразийской знати, но попал в засаду, устроенную людьми из Теруана. Они сказали ему, что если он к ним придёт, то они, оставив отца его Хильперика, перейдут в подчинение ему. Взяв с собой самых храбрых людей, Меровей быстро отправился к ним. А те окружили его в какой-то вилле и, расставив вокруг неё вооружённых людей, отправили гонцов к его отцу. Хильперик срочно выехал туда, где Меровей содержался под стражей, но тот уже был убит неким Гайленом. Вероятно, тут не обошлось без происков Фредегонды, задумавшей извести всех детей Аудоверы. Прибывшему Хильперику осталось лишь казнить убийцу..

### Преследование Гунтрамна Бозона
В 577 году от дизентерии умер сын Хильперика и Фредегонды Самсон, которому едва исполнилось два года; сама Фредегонда тоже заболела, но поправилась. Гунтрамн Бозон прибыл с немногими вооружёнными людьми в Тур, силой увёл своих дочерей, укрывающихся в Святой базилике, и переправил их в Пуатье, принадлежащий королю Хильдеберту II. Затем, оставив своих дочерей в церкви блаженного Илария в Пуатье, он отправился к королю Хильдеберту. Но Хильперик захватил Пуатье, и его воины обратили в бегство людей его племянника. В 578 году Гунтрамн Бозон вновь вернулся в Пуатье и увёз своих дочерей, причём ему пришлось убить герцога Пуатье Драколена, пытавшегося помешать этому. После этого тесть Гунтрамна Бозона Север был схвачен и отправлен в заключение, где его и настигла наихудшая смерть. Оба его сына, Бурголен и Додон, погибли, осуждённые на смерть за оскорбление величества; один был убит толпой, другой, захваченный при бегстве, скончался после того, как у него отрубили руки и ноги. Имущество же их и имущество их отца было передано казне, ибо у них было большое богатство.

### Поход в Бретань
В 578 году Хильперик замыслил поход в Бретань. В походе принимали участие воины из Тура, Пуатье, Байё, Ле-Мана и Анжера. Король Бретани Варош II ночью напал на воинов из Байё и перебил большую их часть, но затем он заключил мир с герцогом, командующим войсками короля Хильперика, поклялся в верности королю Хильперику и послал к нему в качестве заложника своего сына. Кроме того, он возвратил город Ванн с тем условием, что если король разрешит ему управлять им, то он будет ежегодно выплачивать без всякого напоминания дань и присылать всё то, что королю причитается. После этого войско было выведено из той местности.
В 579 году Варош II нарушил клятву и сильно опустошил область Ренна. Против него выступил герцог Бепполен, который огнём и мечом начал приводить бретонцев к покорности, что вызвало у них ещё большую ярость, и они вновь напали на города Нант и Ренн и унесли огромную добычу, опустошили поля, собрали виноград с виноградников и увели пленных.

### Восстание в Лиможе
В 579 году Хильперик, по инициативе Фредегонды, решил провести перепись населения, с целью увеличить сбор налогов. Кроме того, были введены новые налоги на поля, леса, дома, скот, виноградники и тому подобное, что вызвало резкое недовольство населения, вылившееся в открытое восстание в Лиможе. В феврале 580 года в Лимож, с целью контроля проведения переписи населения, прибыл референдарий Марк, галло-римлянин по происхождению. 1 марта горожане подняли восстание. Марку удалось бежать из города, и он тут же написал Хильперику о бунте. Хильперик выслал войска. Королевские комиссары прибыли в Лимож и, после короткого расследования обстоятельств, учинили расправу. Лиможские сенаторы, а также все знатные граждане были отправлены в изгнание. Аббат и священники, обвинённые в подстрекательстве народа к сожжению реестровых книг, были подвергнуты различного рода пыткам на городской площади. Всё имущество казнённых и изгнанных отошло в казну, а город был обложен чрезвычайным налогом, значительно более обременительным, чем те налоги, которые он раньше отказался платить. Введённые в Нейстрии налоги были столь тяжелы, что многие отказывались от своих наследственных владений, покидали Нейстрию и устремлялись в города подвластные Хильдеберту II и Гунтрамну.

### Бедствия, постигшие Нейстрию
К тяжёлому финансовому положению населения прибавились стихийные бедствия, постигшие Нейстрию. Весной 580 года Рона, Сона и Луара из-за непрерывных дождей вышли из берегов и произвели огромные опустошения. Вся долина Оверни была затоплена, а в Лионе много домов было разрушено, и обвалилась часть городской стены. Летом буря с градом опустошила территорию Буржа; город Орлеан был наполовину уничтожен пожаром; в Бордо случилось сильное землетрясение, расшатавшее даже городские стены. Наконец, в августе вспыхнула эпидемия оспы, охватившая почти всю Галлию, от которой заболел даже Хильперик и его сыновья от Фредегонды — Хлодоберт и Дагоберт. Хильперик выздоровел, но оба его сына умерли. Во время болезни сыновей Хильперик и Фредегонда, пытаясь добиться божьей милости, отменили введённые налоги и сожгли реестровые книги; потом король Хильперик раздал много подарков церквям, базиликам и бедным людям.

### Убийство Хлодвига
Наследником престола остался последний сын Хильперика от Аудоверы — Хлодвиг. Фредегонда, верная своей мысли извести всех сыновей Хильперика от Аудоверы, продолжала плести интриги, в ходе которых очернила Хлодвига. Она обвинила перед мужем Хлодвига в причастности к колдовству, из-за которого и умерли её дети; колдуньей же была якобы мать его наложницы. Женщину сожгли на костре, а принц был выслан под стражей на одну виллу, где его вскоре нашли убитым — видимо, по приказу Фредегонды, а королю сказали, что Хлодвиг сам заколол себя (октябрь 580 года). Затем, также по приказу Фредегонды, в своём монастыре была убита Аудовера, а её дочь Базина изнасилована и отправлена в монастырь в Пуатье. Домены, которые получила Аудовера при разводе, а также другие её владения и всё, что принадлежало Хлодвигу и его сестре Базине, перешло в собственность Фредегонды.

### Раздор между братьями Хильпериком и Гунтрамном
В 581 году между королями Гунтрамном и Хильдебертом II возник раздор из-за спора по поводу владения частью Марселя, после смерти короля Сигиберта уступленного Гунтрамну в качестве платы за опекунство над малолетним Хильдебертом. Когда король Хильперик увидел, что эти распри между его братом и племянником увеличиваются, он призвал герцога Дезидерия и приказал ему чем-нибудь досадить брату. Выступив с войском, Дезидерий обратил в бегство герцога Гунтрамна Рагновальда, захватил Перигё и, взяв с жителей присягу, пошёл на Ажен и взял все города, которые в Аквитании принадлежали королю Гунтрамну, и отдал их под власть короля Хильперика. Когда герцог Берульф услышал о том, что жители Буржа, который тогда входил в королевство Гунтрамна, тайком поговаривают о вторжении в область, он двинул войско и расположился на самой границе. В то время сильно разграбили окрестности Изёра и Барру в области Тура. А герцог короля Хильперика Бладаст вторгся даже в Страну басков, но потерял там большую часть своего войска.

### Союз с Леовигильдом
В 582 году возвратились послы короля Хильперика, герцоги Ансоальд и Домигизил, отправленные в Испанию для осмотра приданого, которое вестготский король Леовигильд по старо-германскому обычаю давал за дочь Хильперика Ригунту, помолвленную с его младшим сыном Реккаредом. Вслед за этим посольством прибыло к королю Хильперику и посольство из Испании. Король Леовигильд, который в это время вёл борьбу со своим старшим сыном Герменегильдом, которого поддерживал Гунтрамн, стремился заручиться поддержкой Хильперика. С этой же целью послы после успешных переговоров с Хильпериком, направились и к Хильдеберту и, добившись своей цели и там, возвратились в Испанию.

### Разлад в отношениях Хильперика с племянником Хильдебертом II
В 582 году у Хильперика родился сын Теодорих. В честь этого король приказал открыть все тюрьмы, освободить заключённых, отдал распоряжение совсем не требовать недоимки, подлежащие выплате казне. Но это радостное событие вызвало разрыв в отношениях Хильперика с Хильдебертом II. В 583 году герцоги Хильперика Берульф, Дезидерий и Бладаст со своими войсками вторглись в область Бурж, поддерживающую Хильдеберта. Буржцы собрали 15 тысяч войска и выступили навстречу. У крепости Шатомейан они сразились с герцогом Дезидерием. Последний потерял в этом сражении более 7 тысяч убитыми. Остальные герцоги, грабя и убивая всё и всех на своём пути, дошли до Буржа и осадили его. На выручку Буржа поспешил с войском Гунтрамн и уничтожил большую часть войска брата. Хильперик запросил мира.

### Рождение Хлотаря
В 584 году сын Хильперика Теодорих заболел дизентерией и умер, когда ему было два года. В его смерти был обвинён префект Муммол. Он был схвачен и подвержен страшным пыткам, но ни в чём не сознался. Его отпустили, но он вскоре умер. Хильдеберт II и Гунтрамн возобновили свой союз против Хильперика, и последний был вынужден укрыться в Камбре. В эти дни у него родился сын Хлотарь.

### Убийство Хильперика
1 сентября 584 года Хильперик снарядил богатый караван со своей дочерью Ригунтой (Риккунтой), которую он отдавал за Реккареда — младшего сына короля вестготов Леовигильда. После этого он отправился на виллу Шелль, недалеко от Парижа, чтобы поучаствовать в охоте. К тому времени отношения между супругами были испорчены. Король подозревал королеву в измене с нейстрийским майордомом Ландериком. 27 сентября, при возвращении с охоты, Хильперик был убит каким-то человеком, который два раза всадил в него нож когда он слезал с лошади.
Убийцу так и не нашли. Репутация у Фредегонды была такой, что её сразу же начали подозревать в организации убийства. В «Книге истории франков» прямо говорится, что король, собираясь на охоту, уже от конюшен ещё раз вернулся в покои Фредегонды, где она как раз мыла в воде голову. Король же приблизился к ней сзади и овладел ею. Думая, что это Ландерих, она сказала: «Что ты там делаешь, Ландерик?». Развернувшись и увидев, что это был король собственной персоной, она сильно испугалась. Король весьма сильно опечалился и ушёл охотиться. А Фредегонда позвала Ландериха к себе, поведала ему, что сделал король, и вместе они решили подослать к нему убийц, а затем обвинить в этом убийстве короля Хильдеберта II. Но против этого хода развития событий говорит то, что непосредственных выгод от смерти мужа королева не получила — напротив, ей пришлось сразу же вместе с четырёхмесячным сыном Хлотарём укрываться в кафедральном соборе Парижа и просить о покровительстве деверя, Гунтрамна Бургундского. Согласно Фредегару, Хильперих I был убит неким Фалко по наущению Брунгильды. Григорий Турский не обвиняет ни одну из враждовавших королев.
Малульф, епископ Санлиса, тогда как раз обретавшийся при королевском дворе, приказал перенести тело короля, обрядив в королевские одежды, на корабль, и затем они с духовными песнями и распеванием псалмов погребли его в присутствии королевы Фредегонды и войска в городе Париж, в церкви Святого мученика Винцентия (современный Сен-Жермен-де-Пре). Герцог Дезидерий, узнав о смерти Хильперика, ограбил караван его дочери Ригунты, а её саму заключил в каком-то доме.

### Мнение современников о Хильперике
Григорий Турский крайне негативно отзывается об этом короле:

«Хильперик, этот Нерон и Ирод нашего времени… совершил дурные дела… В самом деле, он часто опустошал и сжигал множество областей, и от этого он не испытывал никакого угрызения совести, а скорее радость, как некогда Нерон, когда во время пожара своего дворца он пел стихи из трагедий. Он очень часто несправедливо наказывал людей, чтобы завладеть их имуществом. В его время только немногие клирики получили сан епископа. Был же он чревоугодником, богом его был желудок. Он считал, что нет никого умнее его. Подражая Седулию, он сочинил две книги стихов, но его стихи хромали на обе ноги. В этих стихах, не разбираясь, он ставил краткие слоги вместо долгих и вместо долгих — краткие. И другие его сочиненьица, как-то гимны и мессы, никак нельзя понять. Дела бедных ему были ненавистны. Святителей господних он постоянно порицал, и нигде больше он не насмехался и не подшучивал над епископами, как находясь у себя в доверительном кругу друзей. Одного он называл легкомысленным, другого — высокомерным, третьего — кутилой, четвёртого — утопающим в роскоши, этого объявлял тщеславным, а того — чванливым; и ни к чему он не питал большей ненависти, чем к церкви. В самом деле, он часто говорил: „Вот наша казна обеднела, вот наши богатства перешли к церквам, правят одни епископы. Нет больше к нам уважения, оно перешло к епископам городов“. Говоря так, он постоянно уничтожал завещания, составленные в пользу церкви. Он нередко попирал даже распоряжения своего отца, полагая, что никого не осталось, кто бы мог настаивать на выполнении его воли. Что же касается наслаждения или расточительности, то нельзя себе представить, чего бы он ни испытал в действительности. И всегда изыскивал он новые способы, чтобы причинить вред народу. Так, если он находил в это время кого виновным, то приказывал выкалывать ему глаза. В предписаниях, которые он рассылал по поводу своих дел судьям, он добавлял: „Если кто будет пренебрегать нашими распоряжениями, у того в наказание выколют глаза“. Никого он не любил бескорыстно и сам никем не был любим, вот почему, когда он испустил дух, все его покинули».
Единственное сохранившееся стихотворение Хильперика является ритмическим гимном. О необычайной любознательности этого франкского короля и о его, по-видимому, искреннем влечении к образованности говорит и поэт Венанций Фортунат в одном из своих стихотворений, посвящённом Хильперику (IX, I):
Что сказать? Ты ученей умом и речистее словом, 
 Нежели все, над кем держишь ты царскую власть. 
Ни для каких языков не нужен тебе переводчик — 
 Всех племен голоса живы в едином твоем...  
Ты успешен в войне, к тебе благосклонны науки, 
Там твоя доблесть сильна, здесь ты ученостью мил,  
Там и здесь ты умен, в бою и в законе испытан, 
Ты — полководцев краса, законодателей цвет; 
Доблестью равный отцу, подобный наружностью деду. 
 Знаньем ты превзошел весь человеческий род; 
Истинный царь меж царей, ты выше царей стихотворством, 
А правоверием тверд больше, чем даже отец...

### Жены и дети
- С 548 года — Аудовера (букв. «Счастливая воительница»; умерла в 580 году). Все сыновья Аудоверы погибли при жизни отца, во многом благодаря козням мачехи, королевы Фредегонды.
  - Теодоберт — в 575 году убит в сражении возле Ангулема
  - Меровей (умер в 577 году) — женился на жене своего дяди Брунгильде, убит
  - Хлодвиг (убит в октябре 580 года)
  - Басина (Базина), монахиня пуатьерского монастыря («после того как её опозорили слуги королевы [Фредегонды], Базину отослали в монастырь»).
- С 567 года — Галесвинта, дочь короля вестготов Атанагильда. В 568 году она была найдена задушенной в постели.
- С 568 года — Фредегонда (букв. «Мирная воительница»). Все её сыновья, кроме последнего, умерли в детском возрасте.
  - Хлодоберт (565—580; умер в Суасоне от оспы)
  - Дагоберт (умер в 580 году в Берни-Ривьер от оспы) — Венанций Фортунат называл мальчика Дагобертом. Он сочинил эпитафию ему и его брату Хлодоберту (IX, 4 и 5).
  - Ригунта — была отправлена в Тулузу, чтобы стать женой короля Реккареда, но брак так и не состоялся, и Ригунта вернулась в Париж.
  - Самсон (575—577; умер от дизентерии)
  - Теодорих (582—584; умер от дизентерии)
  - Хлотарь II (май 584 — 18 октября 629)

Хильперик I правил 23 года. В историю вошёл один из эдиктов Хильперика I, поскольку он изменил главу «Салической правды» «Об аллодах» и установил, что в случае отсутствия сына землю могут наследовать дочь, брат или сестра умершего, но не община или соседи-общинники, то есть право наследования было признано и за потомками женского пола. Земля превратилась в аллод. Её можно было завещать, дарить, а затем и продавать. Права общины распространялись теперь только на земли альменды.
Фредегонда же правила государством вместе с малолетним королём Хлотарем, её сыном, и вместе с Ландерихом, которого избрали майордомом двора. Франки же сделали упомянутого малолетнего короля Хлотаря своим властителем.